# Loy meyeni
Loy meyeni Martynov, 1994 è un mollusco nudibranchio della famiglia Corambidae.
L'epiteto specifico è un omaggio al naturalista russo-tedesco Franz Julius Ferdinand Meyen (1804-1840).